# 陈则信
陈则信（1908年—1986年），福建漳平人，曾為香港教会的长老。
陈则信早年就读于福建漳州的寻源中学。1926年倪柝声在福建南部厦门、漳州等地带领特别聚会，陈则信受到鼓励，中学毕业后进入厦门闽南圣道神学院。后带领厦门鼓浪屿内厝沃聚会所，为地方教会闽南地区同工之一。1935年特别聚会后迁居上海，次年被倪柝声安排到汕头带领教会。第二次世界大戰後遷居泰国曼谷。

## 教會工作

### 地方教會
1948年，陈则信和陈张雅淑夫妇参加了第一次鼓岭训练。1949年，倪柝聲電召陈则信自泰國到香港负责教会。

1937年，地方教会的領袖倪柝聲觉得广东也有傳教需要，与同工溝通后，有三位男同工，江守道、魏光禧、罗松星，和兩位女同工，章耆年、黄若青一同到广州。他们在1937年就在广州开工。工作差不多有三个月，有两位男同工：罗松星和魏光禧，就到香港。他們开始时借用九龙湾民生书院聚会。约两个月后，江守道从广州到香港。他到香港後，魏光禧則往云南昆明，罗松星也到新加坡去。江守道就留在香港继续与信徒在一起聚集、服事。后来信徒从民生书院搬到深水埗钦州街聚會，在那里租了一个二楼單位。1938年，倪柝聲到英国前，还在那里讲了一次道。他們之后再从钦州街搬到石硖尾街聚會，后来又搬到佐敦道5号。

1950年1月，倪柝聲在香港带领復興聚會，期间，安排香港教会的5位长老：陈则信、魏光禧、曲子元、许骏卿、郑谦原，而李常受則往台灣。以後江守道离开香港到菲律宾，魏光禧再到香港。许骏卿是1945年以后从潮州生命堂转入地方教会。

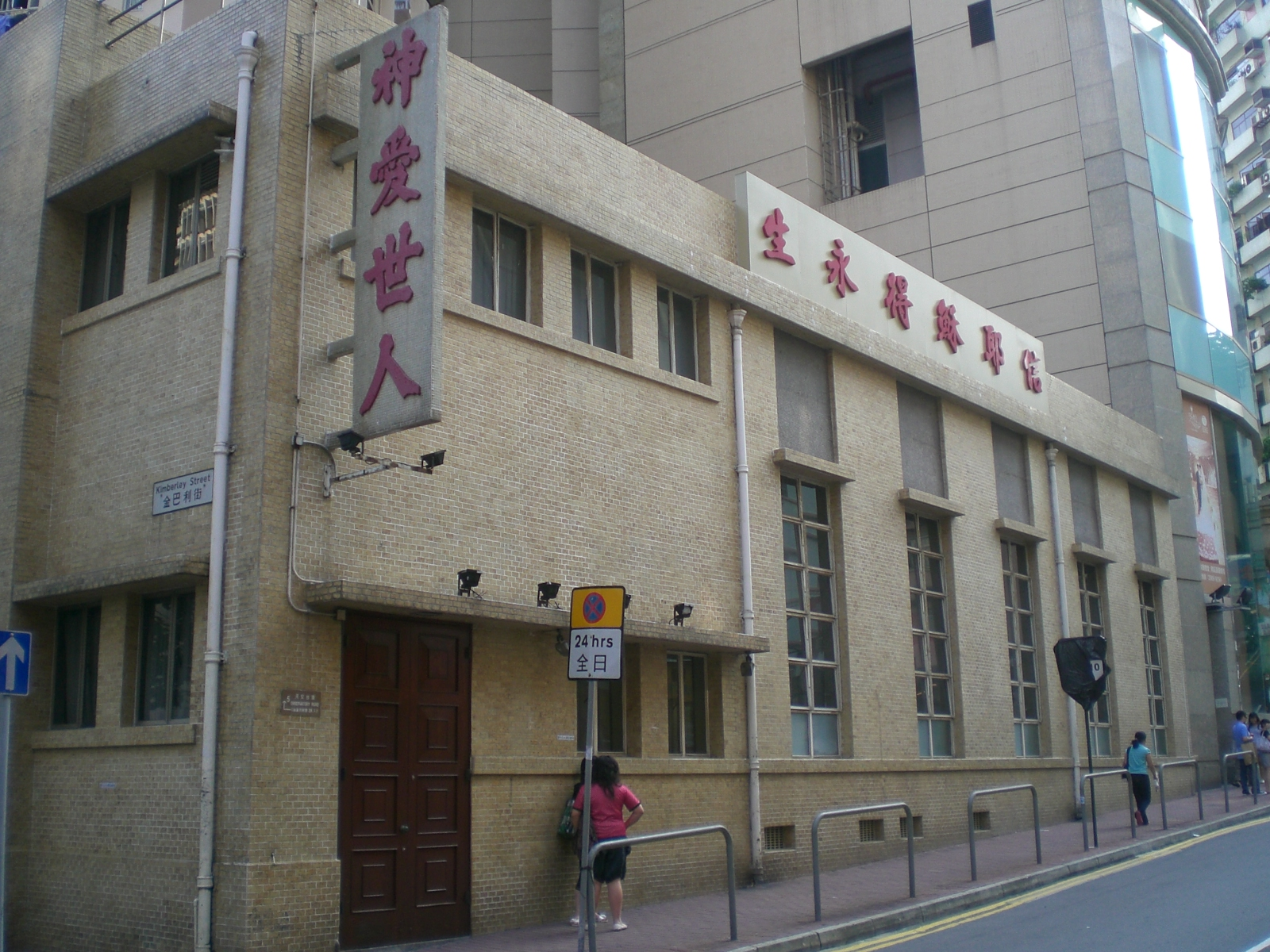
天文台道與金巴利街交界的香港教會聚會所（基督徒管家）

### 離開地方教會
1955年以后，香港教会内部开始出现不和谐。魏光禧等人跟從李常受，陈则信等人则认为倪柝聲打發李常受是往台灣，各地教會應是獨立向主負責的。

1960年，陈则信明白地在香港向信徒們指出李常受所傳的道「有异端成分」。1968年台北大会以后，陈则信正式向信徒宣讲李常受所传讲的是亚流派异端，他的三一神论不合乎圣经真理，又以基督为受造者（曲解歌罗西书1章15节）等。

1970年，李常受与张晤晨从台北到香港宣道，期时由于一批不赞同李、张二人讲论的信徒一度被拒门外，及后进入会场，双方一度发生执拗，有人乘此制做混乱，直到有人报警，警察到达后才被劝止。此后，香港教会分裂为两部分，并为争论使用天文台道会所而闹上法院，在等候判决期间双方共同使用该处会场，分开时段各自聚会。其后在法官劝喻下双方接受庭外和解，陈则信等人同意退出，并让李派使用天文台道会所，外出另行聚会（20年后封志理亦率众公开反对李常受，得大部分信徒支持，少数李常受派的信徒只得离开天文台道另立聚会）。陈则信不只带领了一批信徒另设聚会，当时亦开始创办基督徒报，一面继续为真道争辩，一面阐明圣经真理，及后设立基督徒出版社。

1975年，陈则信移民美国，定居加州旧金山，晚年仍服事教会，1983年底应江守道所邀联名发起远东基督徒事奉特别聚会，惜身体不适未能出席特会。1986年陈则信去世，遗体安葬在当地。

## 著作
陈则信的著作计有：《倪柝聲弟兄簡史》、《極峰的啟示》、《默想撒母耳記》、《神的器皿拿俄米》、《希伯來書信息》、《甚麼是恩典》、《基督為元首》、《亞伯拉罕以撒雅各的學習》、《把火炬傳遞下去》及《陈則信臨别話語》等。

## 家庭
兒子：陳福中